# 전망 좋은 집
"전망 좋은 집"은 2012년에 개봉한 대한민국의 에로영화이다.

## 캐스팅
- 곽현화 : 미연 역
- 하나경 : 아라 역
- 오성태 : 태석 역
- 이건 : A 역
- 손진호 : 성춘 역
- 한성용 : 동설 역
- 문영동 : 남 사장 역
- 손재영 : 버스정류장남 역 (우정출연)
- 배장환 : 미남고객 역 (우정출연)
- 이준혁 : 미남고객 역 (우정출연)